# Joel Armia
Joel Armia (* 31. května 1993 Pori) je profesionální finský hokejový útočník momentálně hrající v týmu Montreal Canadiens v severoamerické lize NHL. V roce 2011 byl draftován týmem Buffalo Sabres v 1. kole jako 16. celkově.

## Klubové statistiky
| Sezóna        | Klub                | Soutěž        |     | Základní část | Základní část | Základní část | Základní část | Základní část |    | Play off | Play off | Play off | Play off | Play off |
| Sezóna        | Klub                | Soutěž        | Z   | G             | A             | B             | TM            | Z             | G  | A        | B        | TM       |          |          |
| 2010/11       | Ässät Pori          | SM-l          | 48  | 18            | 11            | 29            | 24            | 5             | 2  | 0        | 2        | 4        |          |          |
| 2011/12       | Ässät Pori          | SM-l          | 54  | 18            | 20            | 38            | 66            | 3             | 0  | 2        | 2        | 2        |          |          |
| 2012/13       | Ässät Pori          | SM-l          | 47  | 19            | 14            | 33            | 32            | 16            | 3  | 5        | 8        | 20       |          |          |
| 2013/14       | Rochester Americans | AHL           | 54  | 7             | 20            | 27            | 30            | 5             | 3  | 3        | 6        | 9        |          |          |
| 2014/15       | Rochester Americans | AHL           | 33  | 10            | 15            | 25            | 39            | —             | —  | —        | —        | —        |          |          |
| 2014/15       | Buffalo Sabres      | NHL           | 1   | 0             | 0             | 0             | 0             | —             | —  | —        | —        | —        |          |          |
| 2014/15       | St. John's IceCaps  | AHL           | 21  | 2             | 6             | 8             | 22            | —             | —  | —        | —        | —        |          |          |
| 2015/16       | Manitoba Moose      | AHL           | 18  | 3             | 5             | 8             | 16            | —             | —  | —        | —        | —        |          |          |
| 2015/16       | Winnipeg Jets       | NHL           | 43  | 4             | 6             | 10            | 12            | —             | —  | —        | —        | —        |          |          |
| 2016/17       | Winnipeg Jets       | NHL           | 57  | 10            | 9             | 19            | 20            | —             | —  | —        | —        | —        |          |          |
| 2017/18       | Winnipeg Jets       | NHL           | 79  | 12            | 17            | 29            | 22            | 13            | 2  | 0        | 2        | 2        |          |          |
| 2018/19       | Montreal Canadiens  | NHL           | 57  | 13            | 10            | 23            | 14            | —             | —  | —        | —        | —        |          |          |
| 2019/20       | Montreal Canadiens  | NHL           | 58  | 16            | 14            | 30            | 28            | 10            | 3  | 2        | 5        | 10       |          |          |
| 2020/21       | Montreal Canadiens  | NHL           | 41  | 7             | 7             | 14            | 10            | 21            | 5  | 3        | 8        | 10       |          |          |
| 2021/22       | Montreal Canadiens  | NHL           | 60  | 6             | 8             | 14            | 14            | —             | —  | —        | —        | —        |          |          |
| 2022/23       | Montreal Canadiens  | NHL           | 43  | 7             | 7             | 14            | 22            | —             | —  | —        | —        | —        |          |          |
| 2023/24       | Montreal Canadiens  | NHL           | 66  | 17            | 8             | 25            | 34            | —             | —  | —        | —        | —        |          |          |
| 2023/24       | Laval Rocket        | AHL           | 66  | 17            | 8             | 25            | 34            | —             | —  | —        | —        | —        |          |          |
| 2024/25       | Montreal Canadiens  | NHL           | 81  | 11            | 18            | 29            | 16            | 5             | 0  | 2        | 2        | 2        |          |          |
| Liiga celkově | Liiga celkově       | Liiga celkově | 149 | 55            | 45            | 100           | 120           | 24            | 5  | 7        | 12       | 24       |          |          |
| NHL celkově   | NHL celkově         | NHL celkově   | 586 | 103           | 104           | 207           | 192           | 49            | 10 | 7        | 17       | 24       |          |          |